# Tetris Ultimate
Tetris Ultimate es un videojuego de rompecabezas desarrollado por el estudio estadounidense SoMa Play y publicado por Ubisoft . Ubisoft se asoció con The Tetris Company para desarrollar el juego para celebrar el 30 aniversario de la franquicia Tetris.

## Cómo se Juega
Tetris Ultimate para Nintendo 3DS presenta siete modos, incluido un nuevo modo Desafío para un jugador. Otras versiones ofrecen seis modos de juego diferentes. 

## Lanzamiento
Tetris Ultimate se lanzó por primera vez en noviembre de 2014 para Nintendo 3DS como juego minorista y como descarga digital en Nintendo 3DS eShop. En diciembre de 2014, el juego estuvo disponible como descarga digital para Xbox One y PlayStation 4. En 2015, el juego fue lanzado para PlayStation Vita. 
Debido al lanzamiento de Tetris Ultimate, Nintendo eliminó la versión Game Boy de Tetris de 1989 y la descarga digital del juego de 2011 Tetris: Axis de Nintendo 3DS eShop en diciembre de 2014. Desde enero de 2014, Ubisoft posee los derechos de licencia para las versiones descargables de PlayStation 4 de Tetris.
Sin embargo, desde febrero de 2019, Tetris Ultimate ya no está disponible para su descarga en ninguna tienda digital debido a que la Licencia de Tetris por parte de Ubisoft expiró sin renovarse, aunque todavía puede comprarse en Formato Físico para Nintendo 3DS y PS Vita

## Recepción
La respuesta crítica a Tetris Ultimate fue mixta. GameSpot le dio al juego un 7/10, elogiándolo por ser una buena versión de Tetris, así como las amplias opciones de personalización, indicando "Si todo lo que quieres es una buena versión del clásico Tetris para tu nueva consola, esta se adaptará a tu necesita bien". Sin embargo, también criticó la irregularidad del juego en línea y la falta de innovación o nuevos modos. Las versiones de PlayStation 4 y Xbox One también fueron criticadas por la multitud de problemas en los modos en línea.